# Blue Hustler
Blue Hustler est une chaîne de télévision britannique pour adultes diffusant des films érotiques. En France, cette chaîne est interdite aux moins de 16 ans.